# Grammy Awards 1986
I Grammy Awards 1986 sono stati la 28ª edizione dell'omonimo premio musicale.

## Vincitori e candidati

### Categorie principali

#### Registrazione dell'anno
- We Are the World - USA for Africa; Quincy Jones (produttore)
- Money for Nothing - Dire Straits; Neil Dorfsman e Mark Knopfler (produttori)
- The Boys of Summer - Don Henley; Don Henley, Danny Kortchmar, Greg Ladanyi e Mike Campbell (produttori)
- The Power of Love - Huey Lewis and the News; Huey Lewis and the News (produttori)
- Born in the U.S.A. - Bruce Springsteen; Jon Landau, Chuck Plotkin, Little Steven e Bruce Springsteen (produttori)

#### Album dell'anno
- No Jacket Required - Phil Collins
- Brothers in Arms - Dire Straits
- Whitney Houston - Whitney Houston
- The Dream of the Blue Turtles - Sting
- We Are the World - USA for Africa

#### Canzone dell'anno
- We Are the World, scritta da Michael Jackson e Lionel Richie, cantata dagli USA for Africa
- Money for Nothing, scritta da Mark Knopfler e Sting, cantata dai Dire Straits
- The Boys of Summer, scritta da Don Henley e Mike Campbell, cantata da Don Henley
- Everytime You Go Away, scritta da Daryl Hall, cantata da Paul Young
- I Want to Know What Love Is, scritta da Mick Jones, cantata dai Foreigner

#### Miglior artista esordiente
- Sade
- a-ha
- Freddie Jackson
- Julian Lennon
- Katrina & The Waves

### Pop

#### Miglior interpretazione vocale pop femminile
- Whitney Houston - Saving All My Love for You
- Pat Benatar - We Belong
- Madonna - Crazy for You
- Linda Ronstadt - Lush Life
- Tina Turner - We Don't Need Another Hero

#### Miglior interpretazione vocale pop maschile
- Phil Collins - No Jacket Required
- Sting - The Dream of the Blue Turtles
- Paul Young - Every Time You Go Away
- Glenn Frey - The Heat Is On
- Stevie Wonder - Part-Time Lover

### Reggae

#### Miglior registrazione reggae
- Cliff Hanger - Jimmy Cliff
- Alive in Jamaica - Blue Riddim Band
- Resistance - Burning Spear
- Working Wonders - Judy Mowatt
- Play the Game Right - Ziggy Marley and the Melody Makers

### Rock

#### Miglior interpretazione vocale rock femminile
- Tina Turner - One of the Living
- Pat Benatar – Invincible
- Melba Moore – Read My Lips
- Nona Hendryx – Rock This House
- Cyndi Lauper – What a Thrill

#### Miglior interpretazione vocale rock maschile
- Don Henley - The Boys of Summer
- Bryan Adams – Reckless
- John Fogerty – Centerfield
- Mick Jagger – Just Another Night
- John Cougar Mellencamp – Scarecrow

#### Miglior interpretazione rock di un duo o un gruppo
- Dire Straits - Money for Nothing
- Bryan Adams con Tina Turner – It's Only Love
- Eurythmics – Would I Lie to You?
- Heart – Heart
- Starship – We Built This City

### Videoclip

#### Miglior videoclip
- We Are the World - The Video Event - USA for Africa; Tom Trbovich (regista), Quincy Jones (produttore)
- Do They Know It's Christmas? - Band Aid
- No Jacket Required - Phil Collins
- The Daryl Hall and John Oates Video Collection - Hall & Oates
- Private Dancer - Tina Turner

### R&B

#### Miglior canzone R&B
- Freeway of Love, scritta da Jeffrey Cohen e Narada Michael Walden, eseguita da Aretha Franklin
- Through the Fire, scritta da David Foster, Tom Keane e Cynthia Weil, eseguita da Chaka Khan
- You Give Good Love, scritta da LaLa, eseguita da Whitney Houston
- New Attitude, scritta da Sharon Robinson, Jon Gilutin e Bunny Hull, eseguita da Patti LaBelle
- Nightshift, scritta da Walter Orange, Dennis Lambert e Franne Golde, eseguita da Commodores

### Produzione

#### Produttore dell'anno, non classico
- Phil Collins e Hugh Padgham
- David Foster
- Don Henley, Danny Kortchmar e Greg Ladanyi
- Mark Knopfler e Neil Dorfsman
- Narada Michael Walden